# Айрилиш
Айрилиш (узб. Ayrilish / Айрилиш) — посёлок городского типа, расположенный на территории Андижанского района Андижанской области Республики Узбекистан.

Статус посёлка городского типа с 2009 года.